# Eiterfeld
Eiterfeld es una ciudad alemana en el estado de Hesse. A 31 de diciembre de 2006, contaba con 7538 habitantes.

## Turismo
El castillo Burg Fürsteneck es históricamente y turísticamente el edificio más interesante.

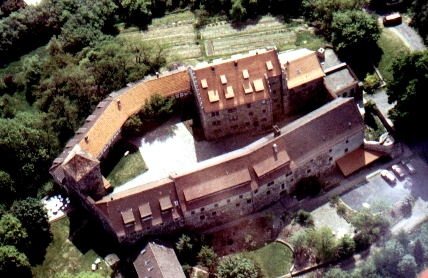
Akademie Burg Fürsteneck.